# 23 december
23 december är den 357:e dagen på året i den gregorianska kalendern (358:e under skottår). Det återstår 8 dagar av året. Dagen benämns ibland som "Lillejulafton", då det är dagen före julafton.

## Återkommande bemärkelsedagar

### Helgdagar
- Historiskt i Trøndelag, Härjedalen, Jämtland och Nordland – Sjursmäss

### Flaggdagar
- Sverige, H.M. Drottningens födelsedag

### Övrigt
- Romerska riket – Larentalia, en festival till Acca Larentias ära.
- Gamla Lettland – Ziemassvetki

## Namnsdagar

### I den svenska almanackan
- Nuvarande – Adam
- Föregående i bokstavsordning
  - Ada – Namnet infördes på dagens datum 1986, men flyttades 1993 till 4 mars och 2001 till 10 mars.
  - Adam – Namnet fanns, till minne av den första människan i Bibeln, före 1901 på 24 december. Detta år flyttades det till dagens datum och har funnits där sedan dess.
  - Adina – Namnet infördes på dagens datum 1986, men flyttades 1993 till 3 juli och utgick 2001.
  - Israel – Namnet fanns på dagens datum före 1901, då det flyttades till 20 december, där det har funnits sedan dess.
  - Viktoria – Namnet fanns fram till 1830 på 25 december. Detta år flyttades det till dagens datum och 1882 12 mars, där det har funnits sedan dess.
- Föregående i kronologisk ordning
  - Före 1830 – Israel
  - 1830–1881 – Viktoria
  - 1882–1900 – Israel
  - 1901–1985 – Adam
  - 1986–1992 – Adam, Ada och Adina
  - 1993–2000 – Adam
  - Från 2001 – Adam
- Källor
  - Brylla, Eva (red.). Namnlängdsboken. Gjøvik: Norstedts ordbok, 2000 ISBN 91-7227-204-X
  - af Klintberg, Bengt. Namnen i almanackan. Gjøvik: Norstedts ordbok, 2001 ISBN 91-7227-292-9

### Finlandssvenska almanackan
- Nuvarande från 2015[1] – Noel
- I föregående revideringar[a][2]
  - 1929–1949 – Adam
  - 1950–1972 – Ebbe
  - 1973–2014 – Elof

## Händelser
- 619 – Efter att påvestolen har stått tom i över ett år väljs Bonifatius V till påve.[3]
- 1688 – Genom den ärorika revolutionen blir Jakob II avsatt som kung av England, Skottland och Irland. Två månader senare väljs hans dotter Maria II och hennes man Vilhelm III båda till regenter över länderna.
- 1864
  - Paraguay anfaller Brasilien vilket blir inledningen till ett krig som varar till 1870.
  - Den svenska dagstidningen Dagens Nyheter utkommer för första gången.
- 1932
  - Revykungen Ernst Rolf gör sin sista inspelning i form av en nyårshälsning på Filmstaden, Råsunda, som är planerad att ingå i journalfilmer inför årsskiftet 1932/1933. Det skulle dock dröja till 1940-talet innan den visades offentligt, på grund av Rolfs plötsliga död två dagar senare.
- 1966 – Sergio Leones film Den gode, den onde, den fule har världspremiär.
- 1979 – Sovjetunionen ockuperar Afghanistans huvudstad Kabul.
- 1990 – En folkomröstning hålls i Slovenien om självständighet från Jugoslavien.
- 1994 – Militärligan grips efter ett rån mot Sala Sparbank i Heby.

## Födda
- 1597 – Martin Opitz, tysk skald och smaklärare.
- 1613 – Carl Gustaf Wrangel, svensk greve, fältmarskalk, riksråd och generalguvernör, riksamiral 1657–1664 och riksmarsk 1664–1676.
- 1732 – Richard Arkwright, brittisk uppfinnare och företagare inom textilindustrin.
- 1777 – Alexander I av Ryssland, rysk tsar.
- 1790 – Jean-François Champollion, fransk egyptolog, översatte Rosettestenen.
- 1805 – Joseph Smith, amerikansk grundare av mormonkyrkan.
- 1807 – Antonio María Claret, spansk (katalansk) ärkebiskop i Romersk-katolska kyrkan, ordensgrundare och missionär, helgon.
- 1813 – Joseph P. Comegys, amerikansk politiker och jurist, senator (Delaware) 1856–1857.
- 1819 – Carl Siegmund Franz Credé, tysk läkare och professor.
- 1875 – Marie Nielsen, dansk kommunistisk politiker.
- 1876 – Edwin Meredith, amerikansk publicist och politiker, USA:s jordbruksminister 1920–1921.
- 1885 – Nils Elffors, svensk inspicient och skådespelare.
- 1889 – Nils Lundell, svensk skådespelare.
- 1893 – George Schnéevoigt, dansk regissör och fotograf.
- 1896 – Giuseppe Tomasi di Lampedusa, italiensk författare.
- 1902
  - Folke Andersson, svensk kompositör, orkesterledare och jazzmusiker (violin).
  - Nils Holmberg, svensk journalist, författare och politiker, riksdagsman för kommunisterna 1944–1946.
- 1906 – Gunnar Sträng, svenskt statsråd (socialdemokrat).
- 1907 – Alice Skoglund, svensk skådespelare.
- 1908
  - Yousuf Karsh, armenisk-kanadensisk fotograf.
  - Sally Palmblad, svensk skådespelare.
- 1909 – Maurice Denham, brittisk skådespelare.
- 1910 – Kurt Meyer, tysk officer i Waffen-SS.
- 1911 – Niels K. Jerne, dansk immunolog, mottagare av Nobelpriset i fysiologi eller medicin 1984.
- 1917 – Sven Lykke, norsk-svensk skådespelare, sångare, dansare, koreograf, kompositör och sångtextförfattare.
- 1918 – Helmut Schmidt, västtysk förbundskansler 1974–1982 (SPD).
- 1919 – Andrea Prader, schweizisk barnläkare och endokrinolog.
- 1920
  - Erik Molin, svensk skådespelare.
  - Birger Malmsten, svensk skådespelare.
- 1925 – Anders Dahlgren, svensk politiker (c), jordbruksminister 1976–1978 och 1979–1982 samt tillförordnad försvarsminister 1981.
- 1926 – Jorge Medina Estévez, chilensk kardinal i Romersk-katolska kyrkan.
- 1928 – Roger Jepsen, amerikansk republikansk politiker, senator (Iowa) 1979–1985.
- 1933 – Akihito, Japans kejsare 1989–2019.
- 1940 – Jorma Kaukonen, amerikansk musiker, gitarrist i Jefferson Airplane.
- 1942
  - Lars-Erik Berenett, svensk skådespelare.
  - Grynet Molvig, norsk skådespelare.
- 1943
  - Silvia Renate Sommerlath, drottning av Sverige 1976–, gift med Carl XVI Gustaf.
  - Meeri Bodelid, svensk längdskidåkare och cyklist med mera.
  - Jörgen Lantz, svensk skådespelare.
  - Harry Shearer, amerikansk skådespelare och komiker.
- 1948 – David Davis, brittisk parlamentsledamot för Conservative 1987–1997.
- 1950 – Michael C. Burgess, amerikansk republikansk politiker och läkare.
- 1952 – Dave Loebsack, amerikansk demokratisk politiker, kongressledamot 2007–2021.
- 1954 – Helen Brinton, brittisk parlamentsledamot för Labour 1997–2005.
- 1956
  - Michele Alboreto, italiensk racerförare.
  - Dave Murray, brittisk gitarrist i Iron Maiden.
- 1958
  - Annette Stenson-Fjordefalk, svensk skådespelare.
  - Victoria Williams, sångare.
- 1962
  - Bertrand Gachot, fransk racerförare.
  - Stefan Hell, tysk fysiker, mottagare av Nobelpriset i kemi 2014.
- 1964 – Eddie Vedder, amerikansk musiker, sångare i Pearl Jam.
- 1965
  - Gunilla Johansson, svensk skådespelare.
  - Bobby Schayer, amerikansk musiker, trummis i Bad Religion 1991–2001.
- 1966 – Pernilla Månsson Colt, svensk tv-programledare.
- 1968
  - Quincy Jones III, svensk musiker, musikproducent och skådespelare.
  - Manuel Rivera-Ortiz, amerikansk fotograf.
- 1970 – Karine Polwart, skotsk folksångare.
- 1971 – Corey Haim, kanadensisk skådespelare.
- 1973 – Daniel Chopra, svensk golfspelare.
- 1976 – Mikael Samuelsson, svensk ishockeyspelare.
- 1977 – Jari Mäenpää, finländsk musiker.
- 1979 – Holly Madison, amerikansk fotomodell.
- 1980 – Yadira Caraveo, amerikansk demokratisk politiker.
- 1992 – Jeffrey Schlupp, tysk-ghanansk fotbollsspelare.
- 2002 – Finn Wolfhard, kanadensisk skådespelare

## Avlidna
- 679 – Dagobert II, frankisk kung av Austrasien sedan 676, mördad.[4]
- 918 – Konrad I, hertig av Franken; kung av Tysk-romerska riket 911–918.
- 1193 – Torlak Torhallsson, Islands nationalhelgon.
- 1230 – Berengaria av Navarra, drottning av England 1191–1199 (gift med Rikard I Lejonhjärta).
- 1534 – Otto Brunfels, tysk naturforskare och botaniker.
- 1588 – Henrik I av Guise, 37, fransk adelsman, en av initiativtagarna till Bartolomeinatten, mördad.
- 1619 – Johan Sigismund, kurfurste av Brandenburg.
- 1822 – Frei Galvão, brasiliansk präst och franciskanbroder, helgon.
- 1834 – Thomas Robert Malthus, 68, brittisk nationalekonom.
- 1850 – Samuel Bell, 80, amerikansk politiker och jurist.
- 1917 – Gundelach Bruzelius, 75, svensk jurist och politiker.
- 1939 – Anthony Fokker, 49, nederländsk flygplanstillverkare.
- 1944 – Angela Autsch, 44, tysk nunna känd som "Auschwitz ängel".
- 1948 – Hideki Tojo 63, japansk politiker, hängd för krigsförbrytelser.
- 1954 – Georg Fernquist, 71, svensk teaterkamrer och skådespelare.
- 1957 – Gösta Lycke, 63, svensk skådespelare.
- 1961 – Kurt Meyer, 51, tysk officer i Waffen-SS.
- 1962 – James P. McGranery, 67, amerikansk politiker, USA:s justitieminister 1952–1953.
- 1970 – Aleksander Warma, 80, tillförordnad president i Estlands exilregering.
- 1974 – Lars Madsén, 70, svensk författare, regissör och reporter i radio och tv.
- 1975 – Gustaf Boge, 84, svensk filmfotograf.
- 1980 – Astri Taube, 82, svensk skulptör.
- 1981 – Sir Reginald Ansett, 72, australisk företagare, startade flygbolaget Ansett Australia.
- 1984 – Joan Lindsay, 88, australisk författare.
- 1992 – Eddie Hazel, 42, amerikansk gitarrist, spelade från början med Funkadelic.
- 1996 – Inger Taube, 57, svensk fotomodell och skådespelare.
- 2000
  - Noor Jehan, 74, pakistansk sångare och skådespelare.
  - Victor Borge, 91, dansk-amerikansk humorist och pianist.
- 2002 – John Henry Kyl, 83, amerikansk republikansk politiker, kongressledamot 1959–1965 och 1967–1973.
- 2004 – Lena Malmsjö, 70, svensk dansare, produktionsledare och rektor.
- 2007
  - Hans Mild, 73, svensk landslagsman i fotboll och ishockey.
  - Oscar Peterson, 82, kanadensisk jazzpianist.
- 2009 – Ngabö Ngawang Jigme, 99, tibetansk politiker.
- 2010 – Anna Christina Ulfsparre, 77, svensk arkivarie och professor.
- 2013 – Michail Kalasjnikov, 94, rysk vapenformgivare.
- 2014 – Jeremy Lloyd, 84, brittisk manusförfattare ('Allå, 'allå, 'emliga armén).
- 2015 – Alfred G. Gilman, 74, amerikansk biokemist, mottagare av Nobelpriset i fysiologi eller medicin 1994.
- 2019 – Ulla Trenter, 83, författare, tidigare gift med författaren Stieg Trenter.
- 2022 – George Cohen, 83, engelsk fotbollsspelare, VM-guld 1966.